# Regioni della Danimarca

Regioni della Danimarca

Le regioni della Danimarca costituiscono la suddivisione territoriale di primo livello del Paese e sono in numero di cinque; ciascuna di esse comprende a sua volta più comuni.
La suddivisione in regioni è divenuta operativa il 1º gennaio 2007, quando hanno preso il posto delle contee (amt). Comune di Ærø attiva dal gennaio 2006.
Il 1° gennaio 2027 le regioni di Hovedstaden e Selandia verranno accorpate nella Regione della Danimarca Orientale.

## Profili istituzionali
L'introduzione delle regioni e la contestuale abolizione delle contee hanno rappresentato una delle riforme più significative realizzate dal governo di Anders Fogh Rasmussen, sostenuto da Venstre e dal Partito Popolare Conservatore; la riforma fu promossa dall'allora Ministro dell'interno e della salute Lars Løkke Rasmussen, divenuto in seguito Primo ministro. L'abolizione delle contee era da tempo un grande obiettivo sia del Partito Popolare Conservatore che del Partito Popolare Danese, il quale, peraltro, intendeva abolire le contee senza sostituirle con un nuovo livello amministrativo.
Il principale ambito di competenza delle nuove regioni è il servizio sanitario; esse sono anche responsabili delle politiche occupazionali e dei trasporti pubblici, ad eccezione della Danimarca orientale in cui questi due compiti sono svolti da autorità a ciò preposte. Il 90% del bilancio delle regioni è destinato al servizio sanitario; le regioni sono finanziate principalmente dal governo centrale (per circa il 70%), e in parte dai comuni.
L'Amministrazione di Stato (Familieretshuset e Styrelsen for International Rekruttering og Integration (SIRI) e Ankestyrelsen) rappresenta il governo centrale nella le regioni. Le Amministrazioni dello Stato gestiscono le politiche in tema di adozione, cittadinanza, divorzio; dal 2010, esse fanno capo al Ministero dell'interno, mentre, dal 2007 al 2010, il loro riferimento è stato il Ministero degli affari sociali.

## Lista
| Localizzazione | Regione                            | Capoluogo | Popolazione (aprile 2023) | Superficie (km²) |
| -------------- | ---------------------------------- | --------- | ------------------------- | ---------------- |
|                | Hovedstaden                        | Hillerød  | 1 898 426                 | 2 546            |
|                | Jutland Centrale Midtjylland       | Viborg    | 1 360 054                 | 13 000           |
|                | Jutland Settentrionale Nordjylland | Aalborg   | 594 426                   | 7 874            |
|                | Selandia Sjælland                  | Sorø      | 850 230                   | 7 218            |
|                | Danimarca Meridionale Syddanmark   | Vejle     | 1 238 252                 | 12 191           |

## Variazioni territoriali
Le previgenti 13 contee e le 3 città ad esse equiordinate sono state così accorpate:
- Hovedstaden: Copenaghen, Frederiksberg, Bornholm e contee di Copenaghen e di Frederiksborg;
- Jutland Centrale: contea del Ringkjøbing, parte della contea di Århus, parte meridionale della contea di Viborg e parte settentrionale della contea di Vejle;
- Jutland Settentrionale: contea dello Jutland Settentrionale, parte settentrionale della contea di Viborg e parte della contea di Århus;
- Selandia: contee di Roskilde, dello Storstrøm e Selandia Occidentale;
- Danimarca Meridionale: contee di Fionia, contea di Ribe e Jutland Meridionale e parte meridionale della contea di Vejle.